# جشنواره بین‌المللی فیلم استانبول
جشنواره بین‌المللی فیلم استانبول (به ترکی استانبولی: Uluslararası İstanbul Film Festivali) نخستین و قدیمی‌ترین جشنواره فیلم بین‌المللی در ترکیه است که آوریل هر سال در استانبول برگزار می‌شود. این جشنواره توسط یک مؤسسه غیرانتفاعی به نام بنیاد فرهنگ و هنرهای استانبول (IKSV) سازماندهی می‌شود. جشنواره استانبول هدف اصلی خود را ترغیب سینمای ترکیه به سوی پیشرفت و ترویج فیلم‌های ارزشمند در بازار سینمای این کشور می‌داند.
جشنواره فیلم استانبول در دو بخش داخلی و بین‌المللی برگزار می‌شود و جایزه اصلی آن با نام «لاله طلایی» به بهترین فیلم بخش بین‌المللی اعطا می‌شود.
جشنواره استانبول در آغاز از سال ۱۹۸۲ به‌عنوان بخشی از فستیوال بین‌المللی استانبول با نام «هفته فیلم» سازماندهی شد. این جشنواره از سال ۱۹۸۴ به‌طور مستقل و جداگانه برگزار شد و در سال ۱۹۸۵ دو بخش داخلی و بین‌المللی برای آن در نظر گرفته شد.

## جوایز
- لاله طلایی (برای بهترین فیلم بخش رقابت بین‌المللی)
- بهترین فیلم ترکیه‌ای سال
- بهترین کارگردان ترکیه‌ای سال
- جایزه ویژه هیئت داوران
- بزرگداشت ویژه
- بهترین بازیگر مرد و بهترین بازیگر زن (بخش رقابت ملی)
- جایزه افتخاری
- جایزه یک عمر دستاورد هنری
- جایزه فیپرشی (بخش رقابت ملی و بین‌المللی)
- جایزه شورای اروپا (FACE)
- جایزه برگزیده تماشاگران

## حضور کارگردان‌های ايرانی‌
کارگردانان ایرانی که تاکنون در این جشنواره حضور داشته‌اند از این قرارند:
- هومن سیدی
- مانی حقیقی
- بهمن قبادی
- عباس کیارستمی
- جعفر پناهی
- بهرام بیضایی
- مرضیه مشکینی
- رامین بحرانی
- شهرام مکری
- وحید جلیلوند